# Станция-Охотничья
Станция-Охотничья — посёлок в Ульяновском районе Ульяновской области России. Входит в состав Зеленорощинского сельского поселения. Расположен в 50 км от районного центра — р.п. Ишеевка.

## История
Посёлок Охотничье появился в 1898 году, как железнодорожная станция «Охотничья» на ветке Симбирск I — Инза, на линии Московско-Казанской железной дороги.
В 1910 году здесь побывал, председатель Совета министров России П. А. Столыпин, с целью ознакомления с жизнью хуторских хозяйств.
В 1918 году посёлок ж/д станции Охотничья вошёл в состав Ивановского сельсовета.
В 1934 году на станции Охотничья была построена первая начальная школа. В 1960 году Охотничьевская школа стала восьмилетней, а в 1965 году был открыт девятый вечерний класс. В 1964 году началось строительство новой школы. 1 февраля 1966 года строительство было полностью завершено. 2 февраля 1966 года согласно решению Ульяновского райисполкома Охотничьевская школа была реорганизована в среднюю.
В 2005 году постановлением Правительства РФ посёлок Охотничья переименован в Станция-Охотничья.
С 10 февраля 2018 года в Ульяновской области кинокомпания «Воронцово поле» приступила к съёмкам полнометражного художественного фильма «Дикие предки». Съёмки проходили в посёлке, с участием каскадеров на УАЗах.

## Население
| 2010 |
| ---- |
| 743  |

- В 1930 году у ж/д станции Охотничья в 11 дворах жило 41 человек.[7]

## Известные уроженцы, жители
- Головин Пётр Петрович — советский и российский педагог. Народный учитель СССР. Жил и преподавал в школе с 1970–1978 гг.[8]

## Инфраструктура
Школа, СДК, сельская библиотека, лыжная база. В населённом пункте нет дошкольного образовательного учреждения, учреждений дополнительного и профессионального образования.
Школа в настоящее время имеет филиал — Красноармейский детский садик.